# Lijst van nummer 1-hits in de Radio 2 Top 30 in 1986
Deze hits stonden in 1986 op nummer 1 in de BRT Top 30, de voorloper van de huidige Vlaamse Radio 2 Top 30.
| Nummer | Datum        | Artiest                        | Titel                                          |
| ------ | ------------ | ------------------------------ | ---------------------------------------------- |
| 299    | 4 januari    | Elton John                     | Nikita                                         |
|        | 11 januari   | Elton John                     | Nikita                                         |
|        | 18 januari   | Elton John                     | Nikita                                         |
|        | 25 januari   | Elton John                     | Nikita                                         |
|        | 1 februari   | Elton John                     | Nikita                                         |
|        | 8 februari   | Elton John                     | Nikita                                         |
| 300    | 15 februari  | Feargal Sharkey                | A Good Heart                                   |
| 301    | 22 februari  | James Brown                    | Living in America                              |
|        | 1 maart      | James Brown                    | Living in America                              |
| 302    | 8 maart      | Survivor                       | Burning Heart                                  |
|        | 15 maart     | Survivor                       | Burning Heart                                  |
| 303    | 22 maart     | Billy Ocean                    | When the Going Gets Tough, the Tough Get Going |
| 304    | 29 maart     | Cock Robin                     | The Promise You Made                           |
|        | 5 april      | Cock Robin                     | The Promise You Made                           |
|        | 12 april     | Cock Robin                     | The Promise You Made                           |
|        | 19 april     | Cock Robin                     | The Promise You Made                           |
|        | 26 april     | Cock Robin                     | The Promise You Made                           |
|        | 3 mei        | Cock Robin                     | The Promise You Made                           |
| 305    | 10 mei       | Cliff Richard & The Young Ones | Living Doll                                    |
|        | 17 mei       | Cliff Richard & The Young Ones | Living Doll                                    |
| 306    | 24 mei       | Sandra Kim                     | J'aime la vie                                  |
|        | 31 mei       | Sandra Kim                     | J'aime la vie                                  |
|        | 7 juni       | Sandra Kim                     | J'aime la vie                                  |
|        | 14 juni      | Sandra Kim                     | J'aime la vie                                  |
|        | 21 juni      | Sandra Kim                     | J'aime la vie                                  |
| 307    | 28 juni      | Sam Cooke                      | Wonderful World                                |
| 306    | 5 juli       | Sandra Kim                     | J'aime la vie                                  |
|        | 12 juli      | Sandra Kim                     | J'aime la vie                                  |
|        | 19 juli      | Sandra Kim                     | J'aime la vie                                  |
| 308    | 26 juli      | Wham!                          | The Edge of Heaven                             |
|        | 2 augustus   | Wham!                          | The Edge of Heaven                             |
| 309    | 9 augustus   | Madonna                        | Papa Don't Preach                              |
|        | 16 augustus  | Madonna                        | Papa Don't Preach                              |
| 310    | 23 augustus  | M.C. Miker 'G' & Deejay Sven   | Holiday Rap                                    |
|        | 30 augustus  | M.C. Miker 'G' & Deejay Sven   | Holiday Rap                                    |
| 311    | 6 september  | Matia Bazar                    | Ti sento                                       |
| 312    | 13 september | Chris de Burgh                 | The Lady in Red                                |
| 311    | 20 september | Matia Bazar                    | Ti sento                                       |
| 312    | 27 september | Chris de Burgh                 | The Lady in Red                                |
|        | 4 oktober    | Chris de Burgh                 | The Lady in Red                                |
| 313    | 11 oktober   | Europe                         | The Final Countdown                            |
|        | 18 oktober   | Europe                         | The Final Countdown                            |
|        | 25 oktober   | Europe                         | The Final Countdown                            |
| 314    | 1 november   | Berlin                         | Take My Breath Away                            |
|        | 8 november   | Berlin                         | Take My Breath Away                            |
| 315    | 15 november  | The Communards                 | Don't Leave Me This Way                        |
|        | 22 november  | The Communards                 | Don't Leave Me This Way                        |
|        | 29 november  | The Communards                 | Don't Leave Me This Way                        |
|        | 6 december   | The Communards                 | Don't Leave Me This Way                        |
|        | 13 december  | The Communards                 | Don't Leave Me This Way                        |
|        | 20 december  | The Communards                 | Don't Leave Me This Way                        |
| 316    | 27 december  | The Bangles                    | Walk Like an Egyptian                          |